# Winter Songs
Winter Songs – drugi album wykonującego rock progresywny i rock awangardowy, tria brytyjskiego Art Bears. Utwory powstały pod wpływem reliefów z katedr w Amiens i Nantes.

## Muzycy
Twórcami albumu są:
- Dagmar Krause – wokal
- Fred Frith – gitary, skrzypce, instrumenty klawiszowe, ksylofon
- Chris Cutler – perkusja, instrumenty perkusyjne

## Spis utworów
Album zawiera utwory:
| 1.  | The Bath of Stars  | 1:45  |
|     |                    |       |
| 2.  | First Things First | 2:50  |
|     |                    |       |
| 3.  | Gold               | 1:41  |
|     |                    |       |
| 4.  | The Summer Wheel   | 2:47  |
|     |                    |       |
| 5.  | The Slave          | 3:38  |
|     |                    |       |
| 6.  | The Hermit         | 2:59  |
|     |                    |       |
| 7.  | Rats and Monkeys   | 3:24  |
|     |                    |       |
| 8.  | The Skeleton       | 3:11  |
|     |                    |       |
| 9.  | The Winter Wheel   | 3:06  |
|     |                    |       |
| 10. | Man and Boy        | 3:21  |
|     |                    |       |
| 11. | Winter/War         | 3:05  |
|     |                    |       |
| 12. | Force              | 0:54  |
|     |                    |       |
| 13. | Three Figures      | 1:51  |
|     |                    |       |
| 14. | Three Wheels       | 3:35  |
|     |                    |       |
|     |                    | 38:07 |
|     |                    |       |
Na analogowym winylowym albumie strona pierwsza zawierała utwory 1–7, a druga 8–14

## Singel
- "Rats & Monkeys" (1979, Ralph Records)

"Rats & Monkeys/Collapse" – oba utwory autorstwa Freda Fritha i Chrisa Cutlera

## Opis płyty
Nagrań dokonano w Sunrise Studio w Szwajcarii. Inżynierem dźwięku był Etienne Conod, asystował mu Ronnie Kürz. Autorem pętli, nagrania odgłosów świn i dzwonków jest Graham Keatley. Wszystkie utwory zostały napisane i zaaranżowane przez Chrisa Cutlera i Freda Fritha.
Autorem tekstów jest Chris Cutler, natomiast autorem wszystkich kompozycji - Fred Frith. Autorem projektu okładki, zdjęć i rytkownictwa jest EM Thomas

## Wznowienie
24-bitowy transfer z oryginałów taśm wykonał Matt Murmann, latem 2003 w Phoenix w stanie Arizona. Remastering i 24-bitowy remastering wykonał Bob Drake (studio Midi Pyrenees), w październiku 2003. Autorem wkładka do CD jest Chris Cutler. Autorem projekt graficzny jest Tim Schwartz